# São Paulo 1554/Hoje
São Paulo 1554/Hoje é o primeiro álbum de estúdio da banda brasileira Joelho de Porco, lançado em 1976 pelo selo independente Crazy.
O álbum foi feito o intuito de retratar e criticar os problemas socias da cidade de São Paulo como é visto nas letras das canções: "Boeing 723897", "Aeroporto De Congonhas" e "São Paulo By Day".
Sem grandes recursos financeiros, os integrantes alugaram o horário noturno do estúdio Vice-Versa, localizado em São Paulo, que pertencia ao maestro Rogério Duprat, devido ao aluguel do estúdio à noite ser mais barato.
O álbum foi reeditado em 1982 pelo selo Beverly, com capa reproduzindo a contracapa original. Em 1997, foi reeditado no formato CD pelo selo Movieplay e posteriormente disponibilizado em plataformas de streaming.
Em 2020, o álbum foi redisponibilizado nas plataformas de streaming com o Nome "Hey Gordão".

## Lista de faixas
| N.º            | Título                                 | Compositor(es)                        | Duração |  |
| 1.             | "Hey Gordão"                           | Próspero Albanese/Renato Albanese     | 01:41   |  |
| 2.             | "Boeing 723897"                        | Tico Terpins/Allan Terpins/Dudi Guper | 02:54   |  |
| 3.             | "Mardito Fiapo de Manga"               | Tico Terpins/Sérgio Terpins/Charatz   | 03:20   |  |
| 4.             | "Cruzei Meus Braços... Fui um Palhaço" | Próspero Albanese/Tico Terpins        | 04:26   |  |
| 5.             | "Debaixo das Palmeiras"                | Próspero Albanese/Tico Terpins        | 05:14   |  |
| 6.             | "México Lindo"                         | Tico Terpins                          | 05:34   |  |
| 7.             | "Aeroporto De Congonhas"               | Tico Terpins                          | 03:05   |  |
| 8.             | "São Paulo By Day"                     | Tico Terpins                          | 02:57   |  |
| 9.             | "A Lâmpada De Edison"                  | Walter Baillot/Tico Terpins           | 03:39   |  |
| 10.            | "Meus Vinte E Seis Anos"               | Walter Baillot/Tico Terpins           | 02:30   |  |
| Duração total: | Duração total:                         | Duração total:                        | 35:26   |  |

## Ficha técnica
- Próspero Albanese: vocais
- Tico Terpins: baixo, vocais
- Walter Baillot: guitarra, vocais
- Flavio Pimenta: bateria e percussão
- Sergio Sá: arranjos, piano e órgão
- Dudi Guper: percussão